# Serenity in Fire
Serenity in Fire è il settimo album in studio del gruppo death metal canadese Kataklysm, pubblicato nel 2004.

## Tracce
1. The Ambassador of Pain – 2:33
2. The Resurrected – 3:26
3. As I Slither – 2:57
4. For All Our Sins (featuring Peter Tägtgren) – 6:14
5. The Night They Returned – 3:53
6. Serenity in Fire – 4:38
7. Blood on the Swans – 2:44
8. 10 Seconds from the End – 2:46
9. The Tragedy I Preach – 4:43
10. Under the Bleeding Sun – 4:32

## Formazione
- Maurizio Iacono – voce
- Jean-François Dagenais – chitarra
- Stephane Barbe – basso
- Martin Maurais – batteria